# Mistrzostwa Europy w biegu 24-godzinnym 1997
5. Mistrzostwa Europy w biegu 24-godzinnym 1997 – zawody lekkoatletyczne, które odbyły się 3 i 4 maja 1997 w Bazylea, Szwajcaria.

## Medaliści
|                         | 1. miejsce                                                          | Rezultat   | 2. miejsce                                                                  | Rezultat   | 3. miejsce                                                                     | Rezultat   |
| Mężczyźni indywidualnie | Vladimir Tivikov                                                    | 249,039 km | Serge Flohic                                                                | 245,221 km | Marcel Foucat                                                                  | 242,200 km |
| Mężczyźni drużynowo     | Francja 1. Serge Flohic · 2. Marcel Foucat · 3. Jean-Marc Nirlo     | 726,933 km | Rosja 1. Vladimir Tivikov · 2. Enver Balabekov · 3. Ivan Labutin            | 721,474 km | Słowacja 1. Lubomir Hrmo · 2. Ivan Durkovsky · 3. Jozef Gyurke                 | 655,218 km |
| Kobiety indywidualnie   | Irina Reutovich                                                     | 236,284 km | Elena Sidorenkova                                                           | 230,862 km | Marie Bertrand-Mayeras                                                         | 223,724 km |
| Kobiety drużynowo       | Rosja 1. Irina Reutovich · 2. Elena Sidorenkova · 3. Rimma Paltseva | 677,640 km | Francja 1. Marie Bertrand-Mayeras · 2. Pascale Mahe · 3. Christiane Le Cerf | 617,499 km | Wielka Brytania 1. Eleanor Robinson Adams · 2. Sandra Brown · 3. Hilary Walker | 574,565 km |

## Reprezentacja Polski

### Mężczyźni
Drużyna mężczyzn zajęła 8. miejsce z wynikiem 547,519 km
| Miejsce | Zawodnik           | Klub             | Rezultat   |
| 37.     | Andrzej Żukowski   | MKS Święc Sławno | 185,951 km |
| 38.     | Tadeusz Spychalski | TZ TKKF          | 185,529 km |
| 42.     | Miroslav Lasota    | PKS Wałcz        | 177,039 km |
| 50.     | Wojciech Pismenko  | TKKF Koszalin    | 151,914 km |

### Kobiety
| Miejsce | Zawodniczka  | Klub      | Rezultat   |
| 16.     | Irena Lasota | PKS Wałcz | 146,889 km |
| 17.     | Barbara Gil  | -         | 138,256 km |